# Рамон М'єрес
Рамон М'єрес (ісп. Ramón Mierez; нар. 13 травня 1997, Ресістенсія) — аргентинський футболіст, нападник клубу «Аль-Джазіра».

## Ігрова кар'єра
Вихованець клубу «Тігре». У 2016 році був включений в заявку основної команди. 22 березня в матчі проти «Ньюеллс Олд Бойз» він дебютував в аргентинській Прімері. 15 травня в поєдинку проти «Атлетіко Сарм'єнто» Рамон забив свій перший гол за «Тігре». Загалом взяв участь у 30 матчах чемпіонату.
У липні 2018 року був відданий в оренду на сезон в хорватський клуб «Істра 1961» за який відіграв у першості 22 гри та забив 9 голів.
14 червня 2019 Рамон укладає контракт з іспанським клубом «Депортіво Алавес». 5 серпня на правах оренди строком на один рік переходить до клубу «Тенерифе».
27 серпня 2020 М'єреса також на правах оренди віддають до хорватської команди «Осієк». За підсумками сезону аргентинець стає найкращим бомбардиром першості. У 2021 році уклав із клубом повноцінний контракт. За підсумками сезону 2023–24 вдруге став найкращим бомбардиром чемпіонату.
Влітку 2024 року перейшов до еміратської команди «Аль-Джазіра».

## Титули і досягнення
- Найкращий бомбардир Чемпіонату Хорватії (2):

Осієк: 2020-21 (22 голи), 2023-24 (19 голів)